# Honda Classic
Honda Classic är en golftävling på den amerikanska PGA-touren.
Tävlingen spelas i mars varje år. Den första ägde rum 1972 och hette då Jackie Gleason's Inverrary Classic men har sponsrats av Honda sedan 1982. Den har spelats på flera olika banor genom åren men äger numera rum på Country Club i Mirasol i Palm Beach Gardens i Florida. 
Honda Classic har vunnits av storheter som Jack Nicklaus 1978 och 1979 men på senare år så har tävlingen haft svårt för att dra till sig toppspelarna i världen. Tiger Woods har aldrig varit med, Ernie Els har inte varit med sedan 1999 och inte Phil Mickelson sedan 2002. Detta är trots det faktum att prissumman är lika hög som i andra PGA-tävlingar förutom majortävlingarna, World Golf Championships, The Players Championship och The Tour Championship. Tävlingen hade 2005 en prissumma på 5,5 miljoner dollar varav 990 000 gick till vinnaren.
Ett problem för Honda Classic är att den i PGA-tourens spelschema ligger två veckor före The Players Championship och fyra veckor före The Masters Tournament. Veckan innan tävlingen går Ford Championship at Doral som drar till sig högt rankade spelare.

## Segrare
| År   | Segrare            |
| 2009 | Y.E. Yang          |
| 2008 | Ernie Els          |
| 2007 | Mark Wilson        |
| 2006 | Luke Donald        |
| 2005 | Padraig Harrington |
| 2004 | Todd Hamilton      |
| 2003 | Justin Leonard     |
| 2002 | Matt Kuchar        |
| 2001 | Jesper Parnevik    |
| 2000 | Dudley Hart        |
| 1999 | Vijay Singh        |
| 1998 | Mark Calcavecchia  |
| 1997 | Stuart Appleby     |
| 1996 | Tim Herron         |
| 1995 | Mark O'Meara       |
| 1994 | Nick Price         |
| 1993 | Fred Couples       |
| 1992 | Corey Pavin        |
| 1991 | Steve Pate         |

| År   | Segrare            |
| 1990 | John Huston        |
| 1989 | Blaine McCallister |
| 1988 | Joey Sindelar      |
| 1987 | Mark Calcavecchia  |
| 1986 | Kenny Knox         |
| 1985 | Curtis Strange     |
| 1984 | Bruce Lietzke      |
| 1983 | Johnny Miller      |
| 1982 | Hale Irwin         |
| 1981 | Tom Kite           |
| 1980 | Johnny Miller      |
| 1979 | Larry Nelson       |
| 1978 | Jack Nicklaus      |
| 1977 | Jack Nicklaus      |
| 1976 | Inställd           |
| 1975 | Bob Murphy         |
| 1974 | Leonard Thompson   |
| 1973 | Lee Trevino        |
| 1972 | Tom Weiskopf       |

## Namn på tävlingen
| År        | Namn                                               |
| 1972      | Jackie Gleason's Inverrary Classic                 |
| 1973      | Jackie Gleason Inverrary-National Airlines Classic |
| 1974-1980 | Jackie Gleason-Inverrary Classic                   |
| 1981      | American Motors Inverrary Classic                  |
| 1982-1983 | Honda Inverrary Classic                            |
| 1984-     | Honda Classic                                      |